# Championnat du Maroc de football de deuxième division 2022-2023
Navigation
Édition précédente Édition suivante
Le Championnat du Maroc de football de deuxième division 2022-2023 est la 67e édition du championnat du Maroc de football D2. Elle oppose 16 clubs regroupées au sein d'une poule unique où les équipes se rencontrent deux fois, à domicile et à l'extérieur. En fin de saison, les deux derniers sont relégués et remplacés par les deux premiers clubs du National, l'équivalent de la D3 au Maroc. Les deux premières places sont qualificatives à la Botola Pro 2023-2024.

## Classement
| Rang | Équipe                 | Pts | J  | G  | N  | P  | Bp | Bc | Diff |
| ---- | ---------------------- | --- | -- | -- | -- | -- | -- | -- | ---- |
| 1    | RCA Zemamra            | 54  | 30 | 15 | 9  | 6  | 29 | 15 | +14  |
| 2    | Youssoufia Berrechid R | 52  | 30 | 16 | 4  | 10 | 34 | 26 | +8   |
| 3    | CS Marocain            | 52  | 30 | 14 | 10 | 6  | 38 | 27 | +11  |
| 4    | Rapide COZ R           | 49  | 30 | 12 | 13 | 5  | 40 | 28 | +12  |
| 5    | O Dcheira              | 47  | 30 | 12 | 11 | 7  | 38 | 27 | +11  |
| 6    | USM Oujda              | 41  | 30 | 9  | 14 | 7  | 21 | 23 | -2   |
| 7    | CJB Guerir             | 40  | 30 | 9  | 13 | 8  | 26 | 19 | +7   |
| 8    | JS Massira             | 39  | 30 | 9  | 12 | 9  | 38 | 39 | -1   |
| 9    | CA Khénifra            | 37  | 30 | 9  | 10 | 11 | 33 | 38 | -5   |
| 10   | Ittifaq Marrakech P    | 36  | 30 | 7  | 15 | 8  | 31 | 33 | -2   |
| 11   | Racing AC              | 36  | 30 | 7  | 15 | 8  | 28 | 31 | -3   |
| 12   | AS Salé                | 34  | 30 | 8  | 10 | 12 | 39 | 43 | -4   |
| 13   | Wydad AF               | 34  | 30 | 8  | 10 | 12 | 30 | 38 | -8   |
| 14   | RB Mellal              | 31  | 30 | 7  | 10 | 13 | 24 | 36 | -12  |
| 15   | IZ Khémisset           | 28  | 30 | 6  | 10 | 14 | 18 | 30 | -12  |
| 16   | Widad Témara P         | 23  | 30 | 5  | 8  | 17 | 20 | 34 | -14  |

Source : Classement de la saison 2022-2023 sur soccerstand.com